# Сражение
Сражението е една от формите на бойните действия.

## Понятие
Представлява съставна част от операцията, съвкупност от най-важните и напрегнати боеве и удари, обединени от общ замисъл и провеждани от войскови групировки (сили), с които се цели да се изпълни оперативна задача.
Всяка операция може да съдържа едно или няколко сражения, провеждани едновременно или последователно по целия фронт или на отделни направления.
Съвременните сражения се характеризират с решителност на действията, упорство на войските (силите) на страните, голям размах и висока динамичност.

## Видове сражения
В зависимост от мястото на провеждане и участващите сраженията биват:
- общовойсково
- въздушно
- въздушно-десантно
- противовъздушно
- морско
- морско-десантно.

В зависимост от характера си сраженията биват:
- настъпателни и
- отбранителни.

## История
До появата във военното изкуство на понятието операция сражението е основна форма на военни действия на армиите. До началото на 20 век се подразделят на частни и генерални. Сраженията често наричат битки или баталии.